# Hwang Seok-jeong
Hwang Seok-jeong (Pusan, 2 febbraio 1972) è un'attrice sudcoreana.
Ha principalmente interpretato ruoli secondari in film e serial televisivi, tra cui, citando i più noti, Bimil (2013), Misaeng (2014) e Geunyeoneun yeppeotda (2015).

## Filmografia parziale

### Cinema
- Mister jubu kwijeu-wang, regia di Yoon Seon-dong (2005)
- Aejeonggyeolpir-i du namja-ege michineun yenghyang, regia di Kim Seong-hun (2006)
- Choegang romance, regia di Kim Jeong-woo (2007)
- Sunjeongmanhwa, regia di Ryu Jang-ha (2008)
- Abu-ui wang, regia di Jeong Seung-koo (2012)
- Hoesa-won, regia di Lim Sang-yoon (2012)
- Sunjeong, regia di Lee Eun-hee (2016)
- Goksung - La presenza del diavolo (Gokseong), regia di Na Hong-jin (2016)
- Shimajiro and the Rainbow Oasis, regia di Bong Joon-ho e Isamu Hirabayashi (2017)
- Sar-inja-ui gi-eokbeop, regia di Shin-yeon Won (2017)

### Televisione
- 9hoemal 2 out – serie TV, 16 episodi (2007)
- Bimil (비밀) – serie TV (2013)
- Cham joh-eun sijeol – serie TV, 50 episodi (2014)
- Dongnebyeonhosa Jo Deul-ho – serie TV (2014)
- Seon-am-yeogo tamjeongdan (2014)
- Gajog-eul jikyeora (2015)
- Gamyeon – serie TV, episodio 1x01 (2015)
- Geunyeoneun yeppeotda – serie TV, episodi 1, 2 e 13 (2015)
- Ruby Ruby Love (2017)
- Yeokjeok - Baekseong-eul humchin dojeok (2017)
- Sarang-ui ondo (2017)
- Ibeon saeng-eun cheo-eum-ira (이번 생은 처음이라?) – serie TV (2017)
- Ghost Doctor (고스트 닥터?) – serie TV (2022)
- Come i fiori sulla sabbia (모래에도 꽃이 핀다?, Morae-edo kkoch-i pindaLR) – serie TV (2023-2024)